# Casina
Casina (emilián nyelven Caṡèina) település Olaszországban, Emilia-Romagna régióban, Reggio Emilia megyében. Lakosainak száma 4541 fő (2023. január 1.). Casina Carpineti, Castelnovo ne’ Monti, Canossa, Vezzano sul Crostolo és Viano községekkel határos.

## Népesség
A település népessége az elmúlt években az alábbi módon változott:
| Lakosok száma | 4522 | 4492 | 4541 |
|               | 2017 | 2018 | 2023 |